# Українська академія політичних наук
Українська академія політичних наук (УАПН) – Всеукраїнське громадське об’єднання науковців, викладачів навчальних закладів, працівників органів державної влади та управління. Заснована 04 травня 1993 року.
Право висунення кандидатів у дійсні члени (академіки), члени-кореспонденти УАПН належить вченим радам наукових установ і вищих навчальних закладів, державним і громадським організаціям, дійсним членам і членам-кореспондентам УАПН, Президії Академії з обґрунтуванням, що містить відомості про наукову, науково-педагогічну та громадську діяльність, про наукові здобутки кандидата.
Вибори дійсних членів, членів-кореспондентів, іноземних і почесних членів УАПН здійснюються на Загальних зборах Академії згідно з Положенням про вибори, затвердженим Президією Академії.  
Статус академіка, члена-кореспондента УАПН може бути надано особам, які внесли вагомий внесок у розвиток політичної науки, підготовку науково-педагогічних кадрів, у процес будівництва демократичної правової держави, у розвиток громадянського суспільства в Україні.
Статус іноземного члена Академії може бути надано іноземним вченим – громадянам інших країн, які отримали визнання міжнародної наукової громадськості.
Почесними членами Академії можуть бути обрані науковці, державні, політичні та громадські діячі дослідницька і суспільна діяльність яких сприяє розвитку політичної науки в Україні та в зарубіжних країнах, спрямована на утвердження демократичних політичних практик.  

## Мета, завдання та напрями діяльності
Основною метою діяльності УАПН є захист законних спільних інтересів науковців та сприяння комплексному розвитку політичних наук, проведення наукових досліджень у галузі історії політичної думки, теорії та методології політичної науки, прикладної політології,  наукове прогнозування політичного розвитку суспільства, участь у формуванні теоретичних основ для розроблення внутрішньої і зовнішньої політики України, розвитку політичної освіти, підвищенні політичної культури громадян з метою сприяння укріпленню демократичної державності та розвитку громадянського суспільства в Україні.
Серед завдань і напрямів діяльності – сприяння удосконаленню зв'язків між політичною наукою, освітою і практикою; взаємодія з органами державної влади та місцевого самоврядування, підприємствами, установами й організаціями, у тому числі іноземними та міжнародними; участь у підготовці наукових кадрів, підвищенні кваліфікації викладачів освітніх закладів; розвиток ділового співробітництва з політологами і політиками зарубіжних країн; здійснення видавничої діяльності; надання підтримки молодим науковцям; здійснення обміну друкованими виданнями та іншими видами наукової продукції й інформації з науковими установами, закладами вищої освіти, аналітичними центрами, бібліотеками, іншими організаціями в Україні та за кордоном; організація наукових заходів.
Від 2007 року Українська академія політичних наук спільно з Асоціацією політичних наук України організовує та проводить Конгреси політологів:
· І Конгрес політологів України — «Консолідація українського суспільства: політичні проблеми і перспективи» (14 вересня 2007 р.);
· ІІ Конгрес «Трансформація влади в сучасній Україні: специфіка, перспективи» (22 травня 2009 р.);
· ІІІ Конгрес «Політична система України: моделі влади» (26 листопада 2010 р.);
· IV Конгрес «Політична наука в Україні: стан та перспективи розвитку» (28 травня 2012 р.);
· V Конгрес «Стратегічний курс України: політологічний дискурс» (28 березня 2014 р.);
· VI Конгрес «Українське суспільство: чинники і тенденції змін» (26 квітня 2016 р.);
· VII Конгрес «Цивілізаційне самовизначення України наприкінці ХХ — на початку ХХІ ст.» (23 березня 2018 р.).

## Органи управління УАПН
Вищим органом управління є Загальні збори, в яких беруть участь дійсні члени, члени-кореспонденти, іноземні та почесні члени УАПН.
У період між Зальними зборами керівництво роботою УАПН здійснює Президія.
Президент УАПН – доктор політичних наук, професор В. Котигоренко, члени Президії: доктор політичних наук, професор Ю. Шайгородський (віцепрезидент); доктор філософських наук З. Самчук (головний учений секретар); член-кореспондент НАН України, доктор філософських наук, професор В. Андрущенко; доктор політичних наук, професор О. Бабкіна; доктор філософських наук, професор В. Бех (1951–2021); доктор політичних наук, професор В. Войналович; доктор політичних наук, професор В. Горбатенко; доктор історичних наук, професор Л. Кормич; доктор філософських наук, професор М. Лукашевич; член-кореспондент НАН України, доктор філософських наук, професор, Почесний Президент УАПН М. Михальченко (1943–2021); доктор філософських наук, професор В. Танчер.